# Microlaimus punctulatus
Microlaimus punctulatus är en rundmaskart. Microlaimus punctulatus ingår i släktet Microlaimus, och familjen Desmodoridae. Arten är reproducerande i Sverige.